# Жодино
Жодино (на беларуски: Жо́дзіна; на руски: Жодино) е град на областно подчинение в Минска област, Беларус. Населението на града е 64 559 души (по приблизителна оценка от 1 януари 2018 г.).

## История
Селището е основано през 1643 година, през 1963 година получава статут на град.

## География
Градът е разположен на 44 км източно от столицата Минск.